# Sistem planetar

Sistem binar

Un sistem planetar este alcătuit în general dintr-o stea împreună cu toate obiectele cerești ce gravitează în jurul ei. Sistemul planetar de care aparține Pământul și celelalte 7 planete care gravitează în jurul Soarelui se numește sistemul solar.
Unele sisteme planetare au în centrul lor nu 1 stea, ci 2 (sau uneori mai multe) stele ce gravitează una în jurul celeilalte, vezi imaginea. Astfel de sisteme se numesc „sisteme binare”.